# Metol
Metol, nach IUPAC 4-(Methylamino)phenolsulfat oder auch Temal oder Photo-Rex genannt, ist ein gesundheitsschädliches Salz des Methylaminophenols. Es besitzt am Benzolring, von der phenolischen Hydroxygruppe aus gezählt in para- bzw. 4-Position, eine einfach methylierte, protonierte Aminogruppe. Als Gegenion fungiert ein Sulfation. Dabei sind aufgrund des stöchiometrischen Verhältnisses pro Sulfatanion zwei 4-(Methylamino)phenolkationen vorhanden.

## Verwendung
Metol wird in der Schwarzweißfotografie als Entwickler für Schwarzweißfilme und Schwarzweiß-Fotopapier auch in Kombination mit anderen entwickelnden Substanzen wie Hydrochinon, Brenzkatechin oder Phenidon verwendet.
Eine Standardformulierung mit Metol und Hydrochinon ist der Filmentwickler Ilford ID-11 oder Kodak D-76, der sich den Effekt der Superaddition der beiden Entwicklersubstanzen zunutze macht.

## Sicherheitshinweise
Metol reizt Augen, Haut und Atemwege. Es ist gesundheitsschädlich und sensibilisierend bei Berührung mit der Haut und beim Verschlucken. Metol ist stark wassergefährdend und daher als umweltgefährlich eingestuft.
Metol wurde 2020 von der EU gemäß der Verordnung (EG) Nr. 1907/2006 (REACH) im Rahmen der Stoffbewertung in den fortlaufenden Aktionsplan der Gemeinschaft (CoRAP) aufgenommen. Hierbei werden die Auswirkungen des Stoffs auf die menschliche Gesundheit bzw. die Umwelt neu bewertet und ggf. Folgemaßnahmen eingeleitet. Ursächlich für die Aufnahme von Metol waren die Besorgnisse bezüglich anderer gefahrenbezogener Bedenken sowie der vermuteten Gefahren durch mutationsauslösende und sensibilisierende Eigenschaften. Die Neubewertung fand ab 2020 statt und wurde von Italien durchgeführt. Anschließend wurde ein Abschlussbericht veröffentlicht.